# جوش بيك
جوشوا مايكل «جوش» بيك معروف (بالإنجليزية: Josh Peck)‏ (ولد في 10 نوفمبر 1986), في نيويورك، الولايات المتحدة الأمريكية، ممثل، أمريكي. من أبطال قناة نيكولوديون شارك في سلسلة مسلسلات (دريك آند جوش) ويدعى في المسلسل جوش نيكولز . وأيضا شارك في سلسلة أفلام آيس إيج.

## وصلات خارجية
- جوش بيك على موقع IMDb (الإنجليزية)
- جوش بيك على موقع روتن توميتوز (الإنجليزية)
- جوش بيك على موقع قاعدة بيانات الأفلام العربية
- جوش بيك على موقع ألو سيني (الفرنسية)
- جوش بيك على موقع ميوزك برينز (الإنجليزية)
- جوش بيك على موقع أول موفي (الإنجليزية)
- جوش بيك على موقع قاعدة بيانات الأفلام السويدية (السويدية)
- جوش بيك على موقع إن إن دي بي (الإنجليزية)
- جوش بيك على موقع قاعدة بيانات الفيلم (الإنجليزية)
- جوش بيك على موقع ليتربوكسد (الإنجليزية)